# Corona Viaturas e Equipamentos
Corona S.A. Viaturas e Equipamentos war ein brasilianischer Hersteller von Automobilen und Karosserien.

## Unternehmensgeschichte
Das Unternehmen aus Diadema stellte ursprünglich Aufbauten für Lastkraftwagen her. Technischer Direktor war Toni Bianco, der vorher Tarpan Indústria e Comércio de Fiberglass geleitet hatte. Er präsentierte 1978 einen Prototyp. 1979 begann die Serienproduktion. Der Markenname lautete Dardo. 1983 endete die Automobilproduktion. Insgesamt entstanden etwa 300 Fahrzeuge.

## Fahrzeuge
Im Angebot stand nur ein Modell. Es basierte auf dem Fiat X1/9. Drei zusätzlich Hilfsrahmen sorgten für mehr Stabilität. Die Karosserie bestand aus Fiberglas. Das Coupé mit Targadach hatte zwei Sitze. Der Motor war quer hinter den Sitzen in Mittelmotorbauweise montiert und trieb die Hinterräder an.
Der zunächst verfügbare Motor war ein Vierzylindermotor mit 1297 cm³ Hubraum und 72 PS Leistung. Später stand auch ein größerer Motor mit 1496 cm³ Hubraum und 96 PS zur Verfügung.